# Chlorosplenium
Chlorosplenium is een geslacht van schimmels uit de familie Chlorospleniaceae. De typesoort is Chlorosplenium chlora.

## Soorten
Volgens Index Fungorum telt het geslacht 27 soorten (peildatum maart 2022):
| Soortnaam                            | Auteur(s)                                       | Publicatiejaar |
| ------------------------------------ | ----------------------------------------------- | -------------- |
| Chlorosplenium aerugineum            | (Berk.) Sacc.                                   | 1889           |
| Chlorosplenium atroviride            | Bres.                                           | 1906           |
| Chlorosplenium caesioluteum          | (Berk. & Broome) Dennis                         | 1963           |
| Chlorosplenium cenangium             | (De Not.) Korf                                  | 1977           |
| Chlorosplenium chlora                | (Schwein.) M.A. Curtis                          | 1856           |
| Chlorosplenium chlorophanum          | (M. Rousseau & De Not.) Boud.                   | 1907           |
| Chlorosplenium foliaceum             | (Starbäck) Rick                                 | 1931           |
| Chlorosplenium fusisporum            | Liou & Z.C. Chen                                | 1977           |
| Chlorosplenium hyperici-maculati     | Svrček                                          | 1992           |
| Chlorosplenium hypochlorum           | (Berk. & M.A. Curtis ex W. Phillips) J.R. Dixon | 1974           |
| Chlorosplenium indicum               | Dumont, Korf & H. Singh                         | 1974           |
| Chlorosplenium luteovirens           | (Fr.) Sacc.                                     | 1889           |
| Chlorosplenium microspermum          | Henn.                                           | 1902           |
| Chlorosplenium nigrescenti-olivaceum | (Weinm.) P. Karst.                              | 1883           |
| Chlorosplenium olivaceum             | Seaver                                          | 1951           |
| Chlorosplenium puiggarii             | Speg.                                           | 1881           |
| Chlorosplenium repandum              | Fr.                                             | 1849           |
| Chlorosplenium rodwayi               | Korf                                            | 1959           |
| Chlorosplenium rugipes               | (Peck) Korf                                     | 1959           |
| Chlorosplenium schweinitzii          | Fr.                                             | 1849           |
| Chlorosplenium sinicum               | H.D. Zheng & W.Y. Zhuang                        | 2021           |
| Chlorosplenium sinochlora            | H.D. Zheng & W.Y. Zhuang                        | 2021           |
| Chlorosplenium stemmatum             | (P. Karst.) P. Karst.                           | 1873           |
| Chlorosplenium tuberosum             | P. Karst. & Har.                                | 1890           |
| Chlorosplenium urbanianum            | Henn.                                           | 1893           |
| Chlorosplenium viride                | (Schwein.) Morgan                               | 1902           |
| Chlorosplenium viridulum             | (Massee & Morgan) Dennis                        | 1963           |